# Huhtalampi
Huhtalampi är en sjö i Finland. Den ligger i kommunen Simo i landskapet Lappland, i den norra delen av landet, 600 km norr om huvudstaden Helsingfors. Huhtalampi ligger 96 meter över havet. Arean är 17,6 hektar och strandlinjen är 1,72 kilometer lång. Sjön  ingår i Simo älvs huvudavrinningsområde. 